# 貝內文托
貝內文托是位於義大利南部坎帕尼亞大區貝內文托省的一個城市。貝內文托是貝內文托省的省府所在地。

## 歷史

### 古典时期

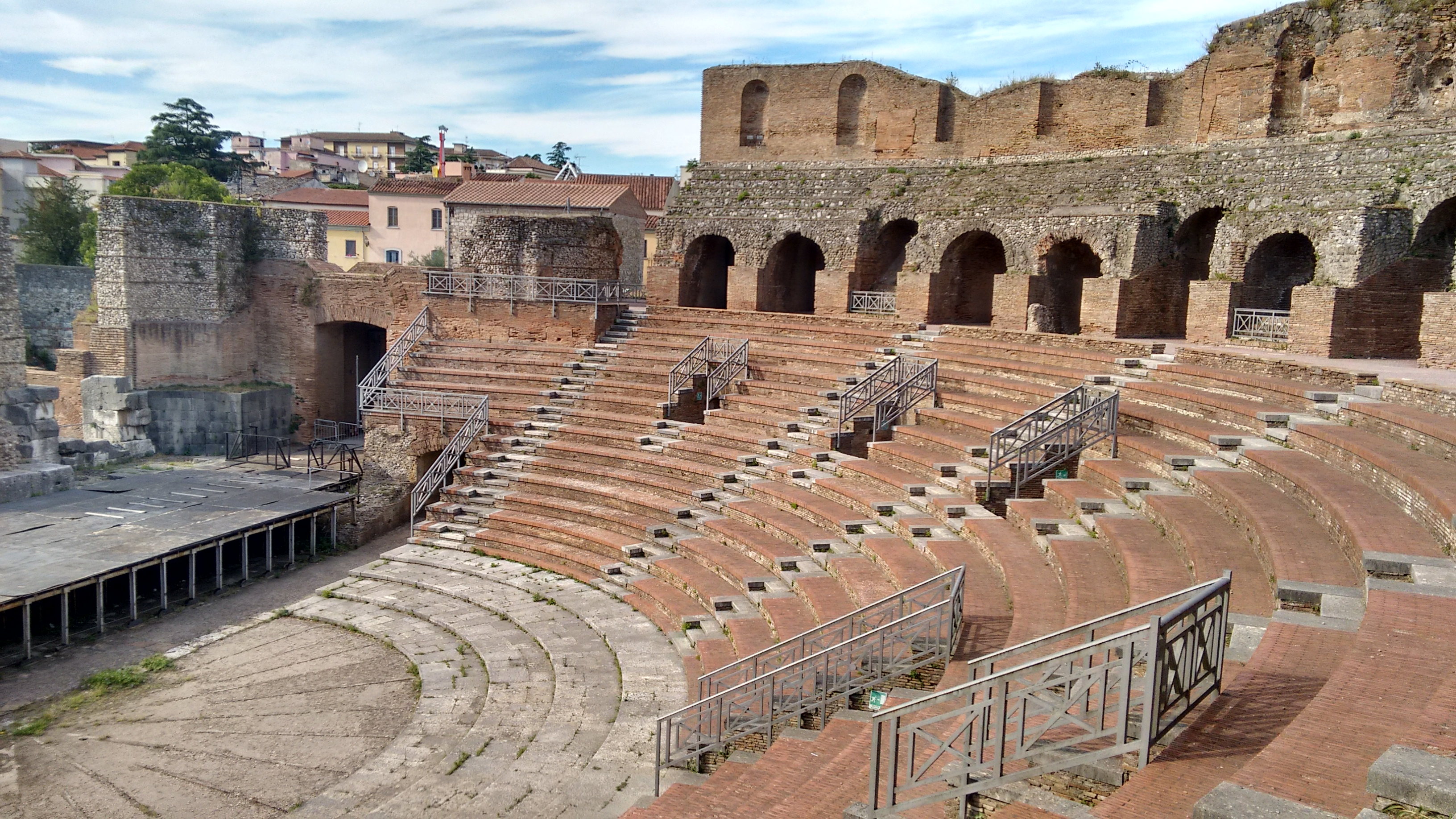
贝内文托的罗马剧场

贝内文托（古称马莱文图姆）是萨莫奈地区的主要城市之一，位于阿庇亚大道上，位于卡普阿以东51公里（32英里），坐落在卡洛尔河（今卡洛雷河）畔。关于该城最初属于哪个部落，存在一些分歧：老普林尼明确将其归属于希尔皮尼人，而李维的表述则较为模糊，托勒密则认为该城属于萨莫奈人，与希尔皮尼人不同。所有古代作家都一致认为它是一座非常古老的城市，加伊乌斯·朱利叶斯·索利努斯和拜占庭的斯特凡努斯将其起源归功于狄俄墨得斯——这一传说似乎被该城居民所接受，在普罗科匹厄斯时代，他们假装展示卡吕冬野猪的獠牙，以证明其血统。相反，塞克斯图斯·庞培乌斯·费斯图斯（参见《奥索尼安》）则认为该城是由奥松建立的，奥松是奥德修斯和喀耳刻的儿子，这一传说表明，在被萨莫奈人征服之前，该城是一座古老的奥松城市。它首次在历史上作为萨莫奈城市出现，而且必定已经是一个强大的地方，因为罗马人在与萨莫奈人的前两次战争中并未冒险进攻它；然而，它似乎在第三次萨莫奈战争中落入罗马人之手，尽管确切的状态尚不清楚。
公元前274年，当伊庇鲁斯的皮洛士在一场在其附近地区进行的大战中被罗马执政官马尼乌斯·库里乌斯·登塔图斯击败时，贝内文托无疑处于罗马人的控制之下。六年后（公元前268年），他们进一步试图通过在那里建立一个拥有拉丁权利的罗马殖民地来确保对该地的占有。正是在这个时候，该地首次被称为贝内文图姆（Beneventum），此前它被称为马莱文图姆（Maleventum），罗马人认为这个名字带有不吉利的预兆，于是将其改为一个寓意更为吉祥的名字。[12]很可能，该地在奥斯坎语或萨莫奈语中的名字是马洛伊斯（Malois）或马列伊斯（古希腊语为Μαλιéis），马莱文图姆（Maleventum）就是从这些名字派生出来的，就像阿格里真托（Agrigento）是从阿克拉加斯（Acragas）派生出来的，塞利农图姆（Selinuntium）是从塞利努斯（Selinus）派生出来的（其遗址位于现在的塞利农特）一样。
作为罗马殖民地，贝内文图姆似乎很快成为了一个繁荣的地方；在第二次布匿战争中，由于其靠近坎帕尼亚和作为堡垒的实力，罗马将军多次将其作为重要据点。在其附近发生了战争中最具决定性的两次行动：贝内文图姆战役（公元前214年），迦太基将军汉诺被提比略·格拉库斯击败；公元前212年，罗马执政官昆图斯·富尔维乌斯·弗拉库斯（Quintus Fulvius Flaccus）突袭并占领了汉诺营地，他在那里积累了大量的玉米和其他物资。尽管领土不止一次被迦太基人夷为平地，但它仍然是公元前209年能够并愿意为继续战争提供所需兵力和资金的18个拉丁殖民地之一。在同盟者战争期间没有提到它，尽管它似乎躲过了当时降临在萨莫奈许多城市的灾难；在罗马共和国末期，贝内文托被描述为意大利最富裕、最繁荣的城市之一。
在后三头同盟下，其领土被三巨头分配给他们的退伍军人，随后奥古斯都在那里建立了一个新的殖民地，他通过增加加乌迪乌姆（现在的蒙特萨尔基奥）的领土大大扩大了其领土。尼禄在那里定居了第三个殖民地，当时被称为康科迪亚；因此，在塞普蒂米乌斯·塞维鲁统治时期的铭文中，发现了“科洛尼亚·尤利亚·奥古斯塔-康科迪亚·费利克斯·贝内文图姆”的头衔。现存的遗迹和铭文充分证明了它在罗马帝国时期的重要性和繁荣状况；毫无疑问，在那个时期，它是希尔皮尼的主要城市，可能就在卡普亚旁边，是意大利南部人口最多、规模最大的城市。对于这种繁荣，无疑部分归功于它在阿庇亚大道的地位，就在这条大道的两个主要分支或分支的交界处，后来被称为图拉真道，从那里经阿埃库姆·图蒂库姆（现在的阿里亚诺-伊尔皮诺）进入阿普利亚；另一个是由阿埃克拉努姆到维努西亚（现在的韦诺萨）和塔伦图姆（现在的塔兰托）。贝内文图姆铸造的硬币数量也证明了它的财富。贺拉斯在从罗马到布伦杜西姆（现在的布林迪西）的旅程中提到了贝内文图姆。由于同样的情况，罗马皇帝多次来访，其中特别记录了尼禄、图拉真和塞普蒂米乌斯·塞维鲁的访问。
这可能是出于同样的原因，罗马元老院和人民在那里建造了凯旋门图拉真拱门，并由建筑师大马士革的阿波罗多洛斯于114年建造。图拉真拱门是坎帕尼亚保存最完好的罗马建筑之一。它重复了罗马广场上提图斯凯旋门的样式，上面有图拉真生平和统治功绩的浮雕。其中一些雕塑保存在大英博物馆。历届皇帝似乎都授予了这座城市领土，并建造了各种公共建筑，或者至少命名了这些建筑。出于行政目的，它最初与希尔皮尼的其他地区一起被纳入奥古斯都第二区，但后来被并入坎帕尼亚，并置于该省执政官的控制之下。其居民被纳入斯泰拉蒂纳部落。贝内文图姆的重要性一直持续到帝国末期，尽管在哥特战争期间被托提拉占领，墙壁被夷为平地，但不久后，它们以及公共建筑都得到了修复；保禄执事称其为一个非常富裕的城市，也是周边所有省份的首府。
贝内文图姆似乎确实是一个文学修养很高的地方；它是卢修斯·奥比略斯·普皮卢斯的出生地，在搬到罗马之前，他长期在家乡教书，并被他的同乡们尊重并塑造雕像；而现有的铭文记录了另一位语法学家鲁蒂留斯·埃利安努斯以及演说家和诗人所获得的类似荣誉，显然这些荣誉只属于当地名人。
罗马帝国统治下的贝内文图姆领土非常广阔。在西面，除了城镇本身，它还包括加乌迪姆；它向北延伸到塔马鲁斯河（现在的塔马罗河），包括帕戈韦伊阿诺村，正如我们从铭文中了解到的那
样，该村在古代被称为帕戈维亚努斯；东北部由埃库姆-图蒂库姆镇（现为圣埃柳特里奥村，位于阿
里亚诺-伊尔皮诺和米斯卡诺自由堡之间）组成，东部和南部与埃克拉努姆（现为[[米拉贝拉埃
克拉诺]]）和阿贝利努姆（今为阿韦利诺）的领土接壤。铭文为我们保留了几个依赖贝内文图姆
的村庄的名字，但他们的遗址无法确定。
该市最古老的硬币上刻有“Malies”或“Maliesa”的铭文，这些铭文被认为属于萨莫奈人或前马莱文图姆。带有“BENVENTOD”铭文的硬币（Beneventor-um的一种古老的拉丁语或萨莫奈语形式）一定是在它成为拉丁殖民地后铸造的。

### 贝内文托公国
在被托提拉洗劫并夷为平地后不久（545年），贝内文托成为了一个强大的伦巴第人公国的所在地。
贝内文托公国的建立情况存在争议。伦巴第人早在完全征服波河流域之前就存在于意大利南部：该公国将于576年由佐托领导的一些士兵建立，独立于伦巴第国王。
佐托的继任者是弗留利公国的阿雷奇斯一世（卒于640年），他占领了卡普阿和克罗托内，洗劫了拜占庭的阿马尔菲，但未能占领那不勒斯。在他统治之后，东罗马帝国在意大利南部只剩下那不勒斯、阿马尔菲、加埃塔、索伦托、卡拉布里亚的尖端和普利亚的滨海城市。
在接下来的几十年里，贝内文托通过征服为罗马-拜占庭公爵增加了一些领土，但现在主要的敌人是北方的伦巴第王国本身。利乌特普兰德国王多次介入，将自己的候选人强加给王国的继承人；他的继任者拉特基斯宣布斯波莱托和贝内文托公国为外国，未经王室许可不得旅行。
随着773年伦巴第王国的崩溃，阿雷奇斯二世公爵在新的法兰克帝国下被提升为亲王，以补偿他的部分领土被转移回教皇国。
774年11月，贝内文托公爵阿雷奇斯二世在加冕为亲王后，立即决定派遣贝内文托-科尔蒂萨尼和巴卡里家族的成员占领邻近莫利塞大区的比费尔诺河中心地区，寻求扩大他们的政治统治地位。
贝内文托被一位编年史家誉为伦巴第首都失守后的“第二个帕维亚”——蒂契努姆-格米努姆。这个公国是短暂的：851年，萨莱诺在西康努夫的统治下脱离，到9世纪末，卡普阿也独立了。贝内文托在891年至895年间再次被拜占庭帝国统治。

公元1000年左右的意大利，贝内文托公国以淡粉色表示

所谓的小伦巴第地区最后一次由Pandolfo Testa di Ferro（铁头潘杜尔夫）公爵统一，他从贝内文托和卡普阿的基地扩大了对意大利南部的广泛控制。在他去世（981年3月）之前，他还从奥托一世皇帝那里获得了斯波莱托公爵的头衔。然而，贝内文托和萨莱诺都背叛了他的儿子和继承人潘杜尔夫二世。
11世纪的前几十年，意大利南部又出现了两位德国统治者：亨利二世，于1022年征服了卡普阿和贝内文托，但在围攻特罗亚失败后返回。康拉德二世在1038年获得了类似的结果。在这些年里，三个州（贝内文托、卡普阿和萨莱诺）经常发生局部战争和争端，这有利于诺曼人从雇佣兵崛起为整个意大利南部的统治者。其中最伟大的是罗贝尔·吉斯卡尔，他在1047年亨利三世皇帝首次授权征服贝内文托后，于1053年占领了贝内文托，当时潘杜尔夫三世和兰杜尔夫六世对他关闭了大门。这些亲王后来被驱逐出该市，然后在教宗未能从吉斯卡尔手中保卫该市后被召回。这座城市于1077年落入诺曼人之手。在1081年之前，它一直是教宗的城市。

### 教宗国统治

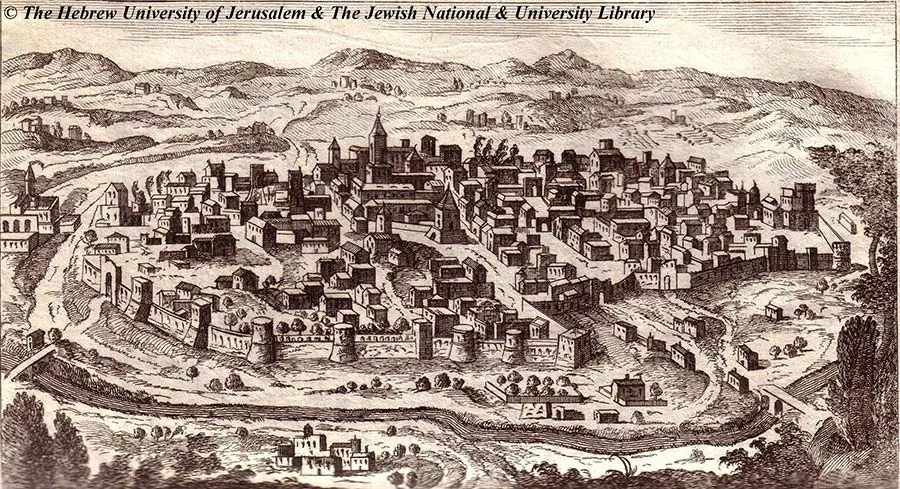
中世纪的贝内文托

贝内文托在亨利三世皇帝将其割让给良九世时和平地移交给教宗，以换取教宗同意建立班贝格教区（1053年）。贝内文托大主教兰杜尔夫二世推动了改革，但也与诺曼人结盟。他被罢免了两年。贝内文托是教皇在意大利南部世俗权力的基石。教宗任命牧师进行统治，他们坐在一座宫殿里，公国一直是教宗的财产，直到1806年，拿破仑将其授予他的部长塔列朗，并授予其主权亲王的称号。塔列朗未能真正安定下来统治他的新公国；1815年，贝内文托回归教宗国统治。1860年并入意大利王国。
几位教宗亲自访问了贝内文托。1128年，何诺二世试图邀请西西里岛的鲁杰罗二世进城讨论和平条款，但鲁杰罗拒绝进城，因为他觉得城里不安全。于是，两人在贝内文托附近的一座桥上见面。仅仅一年后，这座城市反抗教宗的统治，何诺不得不乞求鲁杰罗的帮助。
1130年，安那克勒图二世听说他的对手依诺增爵二世在北方获得认可后，从罗马逃往贝内文托的安全地带。:34-35当安那克勒图任命鲁杰罗为西西里岛国王时，他授予鲁杰罗征召该市公民服兵役的权利，尽管该市本身仍处于教宗统治之下。:36-38这一声明没有得到很好的回应，因为市民们开始担心这座城市即将被并入新成立的王国。因此，当鲁杰罗对卡普阿的罗贝尔二世采取行动并开始内战时，贝内文托站在罗贝尔一边，将安纳克勒图的支持者赶出了这座城市。:42-43
1266年，西西里岛的曼弗雷迪在贝内文托战役中与安茹的查理作战时丧生。

### 意大利统一之后
意大利统一后，贝内文托成为新成立的贝内文托省的省会，该省包括以前属于已解散的两西西里王国（至尊亲王国、莫利塞、拉沃罗地区、卡皮塔纳塔）的领土。在接下来的几十年里，该城市经历了相当大的扩张和现代化；当地经济变得越来越多样化，传统的农业部门（特别是烟草和谷物的种植）与不断发展的糖果、机械、蒸馏酒、木材和制砖业相结合。
在第二次世界大战期间，贝内文托在罗马和普利亚之间的铁路交通中的关键地位导致该市在1943年夏天遭到同盟国空军的猛烈轰炸。这些袭击造成2000人死亡，40,000人口中有18,000人无家可归，并导致城市一半地区被毁。铁路和工业区受到的打击最为严重，但老城区也受到了严重影响；大教堂几乎完全被毁，直到20世纪60年代才完成重建。在卡西比尔停战协定后被德国人短暂占领，贝内文托于1943年10月2日被盟军解放。
战争结束四年后，即1949年10月2日，贝内文托遭到卡洛雷伊尔皮诺河洪水的严重袭击。
在20世纪50年代，贝内文托主要由君主主义者或MSI市长统治，然后由基督教民主党统治了三十年（直到20世纪90年代）。在此期间，公共部门大幅增长，成为该省许多居民的主要就业来源；该市的人口也在不断增长，导致建筑热潮有些失控。近年来，在老城区中心开展了几个城市更新项目，贝内文托已成为桑尼奥大学和几个研究所的所在地。

### 犹太人历史
铭文证据表明，至少从五世纪开始，贝内文托就存在一个犹太社区。在10世纪，犹太旅行家阿希马兹·本帕尔提尔描述了贝内文托的犹太社区以及意大利南部的其他城镇。帕尔提尔的一位亲戚在镇上建立了一个叶史瓦，他的大部分家人居住在贝内文托。1065年，贝内文托亲王兰杜尔夫四世强迫一些犹太人皈依基督教，这受到了教宗历山二世的谴责。犹太旅行家图德拉的本杰明于1159年或1165年访问了贝内文托，描述了居住在该市的200个犹太家庭。在教宗统治下（与意大利南部其他地区不同），贝内文托的犹太社区并没有像1541年意大利南部大多数其他犹太社区那样被驱逐。然而，他们在1569年晚些时候在教皇保禄四世的统治下被驱逐出该镇。1617年，犹太社区获准重新定居，但13年后因被指控在井中投毒而再次被驱逐。之后，贝内文托没有有组织的犹太社区。然而，一个无组织的犹太社区仍然存在。近年来，一些以色列犹太人偶尔会面临反犹主义事件。

## 地理
这座城市位于坎帕尼亚的阿彭宁内陆，在两条河流的交汇处：卡洛雷伊尔皮诺河，沃尔图诺河的支流，和萨巴托河，流入卡洛雷河，位于市中心西部的潘塔诺地区。第三条河，塔马罗河，在瓦伦蒂诺桥的高处，在同名的工业区流入卡洛雷河。
这座城市所覆盖的领土相当多变：事实上，中心位于山谷中间的一座平缓的山丘上，而一些区域则位于周围的其他支柱上。市镇地区的平均海拔为135米，最低为80米，最高为495米，相当于415米的落差。城市地区的地质基础由阿里亚诺单位（起源的上新世的碎片形成）组成，其中覆盖着洪水和火山沉积物（后者与坎帕尼亚大区火山喷发有关）。
人口中心位于一个被高地包围的大盆地；在西部，尤其是在维图拉诺山谷之外，是塔布尔诺山脉：从城市看来，它的山峰描绘了一个伸展的女性的形状，被称为“睡觉的桑尼奥”。从城市的最高处，还可以看到穆特里亚山，西北部的马泰塞山，西南部的帕尔泰尼奥山和阿韦拉山，以及东部的达乌尼亚山脉附属的阿里亚诺山峰。

## 人口
根据2015年的统计，贝内文托（当时有超过6万居民）处于135,426居民的地方系统的顶端，分为30个
市镇，全部位于省内。 

### 外籍人口
截至2020年12月31日，居住在该市的外国人为2134人，占人口的3.7%。最常见的国籍是：
- 乌克兰： 441
- 罗马尼亚: 397
- 尼日利亚：220
- 中国： 127
- 摩洛哥：103

### 方言
除了意大利语之外，贝内文托还有一种属于坎帕尼亚方言群的方言。

## 旅游
貝內文托市內有图拉真拱门、雷托里城堡、贝内文托圣巴尔多禄茂宗徒圣殿、贝内文托圣母都主教座堂、恩宠圣母圣殿、古罗马剧场、政府宫、上智堂等眾多名勝古跡。

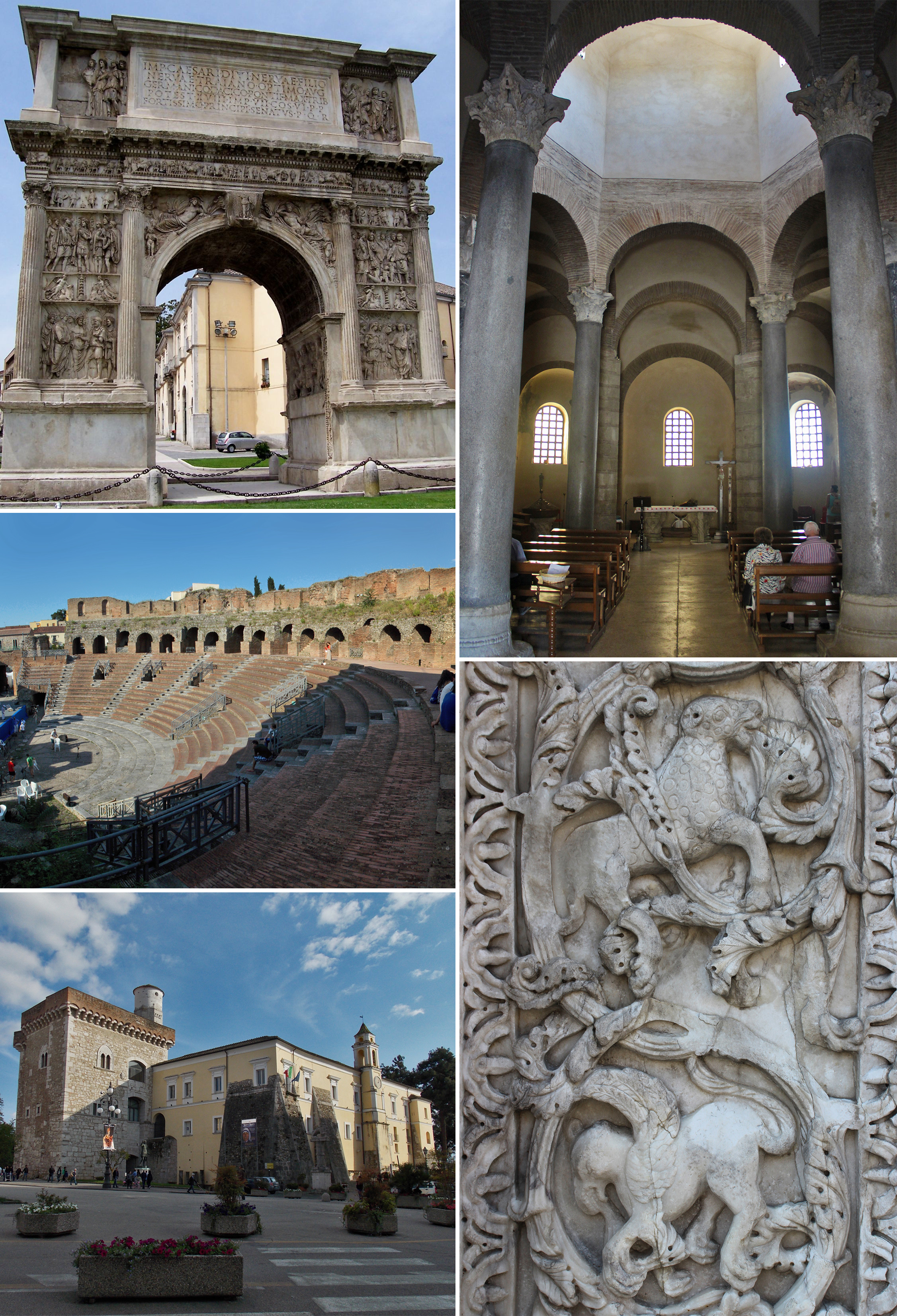
貝内文托

### 古罗马时期

#### 图拉真拱门

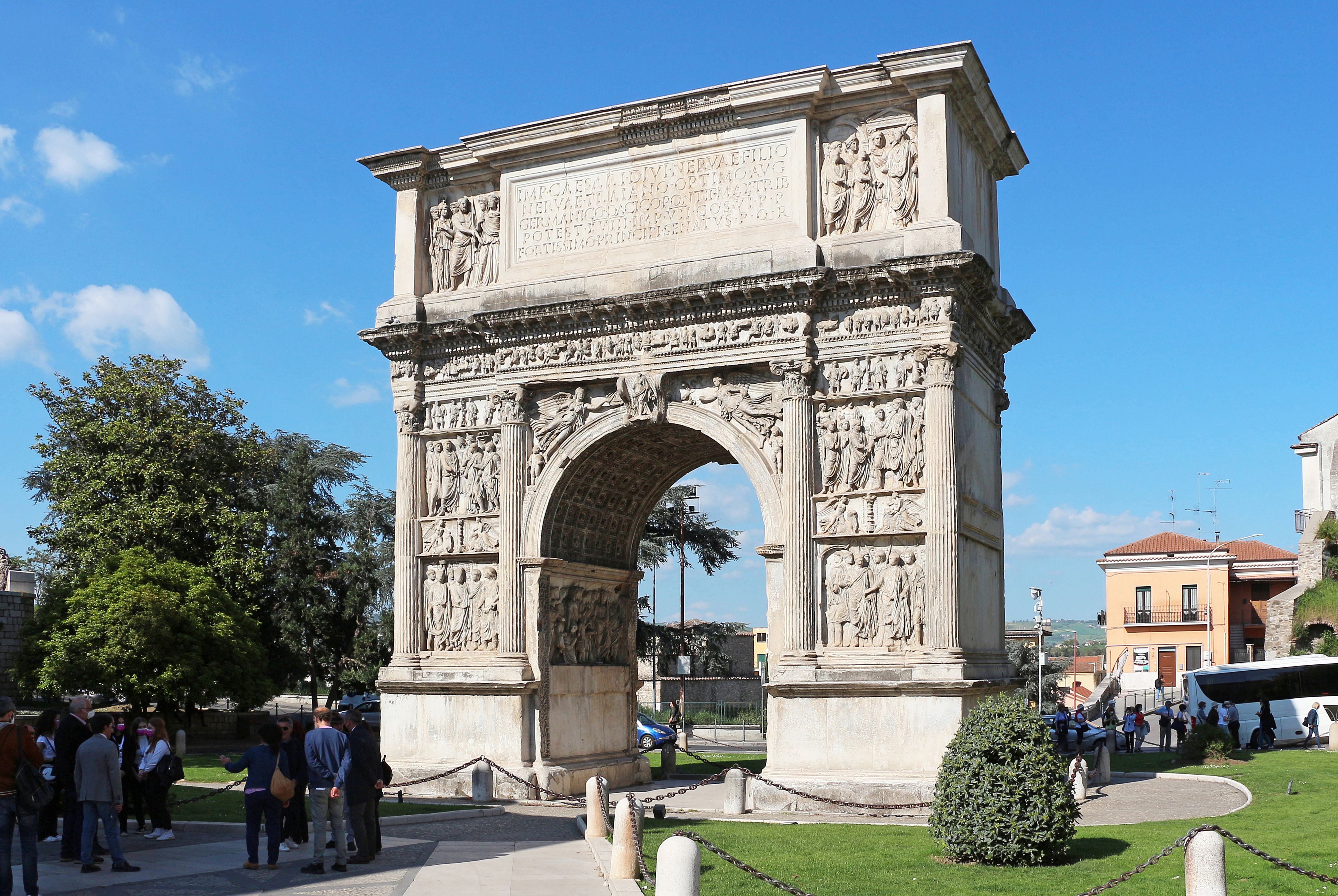
图拉真拱门

贝内文托在古典时代的重要性得到了它所拥有的许多古代遗迹的证明，其中最著名的是114年罗马元老院和人民为纪念图拉真而建造的凯旋门，上面有与其历史有关的重要浮雕。这座建筑被围墙包围，标志着皇帝为缩短从罗马到布林迪西的道路而修建的图拉真道在贝内文托的入口。浮雕展示了图拉真的民事和军事行为。拱门的很大一部分装饰着浅浮雕场景：特别是指向城镇的柱子代表了和平与军事场景。拱门的两面在浮雕的排列上是相同的。浮雕在很大程度上不仅仅是幻想，在主题和处理上也主要是传统和装饰性的，这一点乍一看也是显而易见的。它们明确地指的是图拉真一生的实际事件和行为，图拉真的肖像，有时缺少头部，除了两个外，其他都出现在其中，其中一个是所有拱门上唯一有严重缺陷的。这座纪念碑的高度为15.6米（51英尺），拱门高8米（26英尺），由石灰岩和大理石覆盖而成。拱门在中世纪被放置在城镇的围栏区，以代表奥雷亚门，因为它的比例合理，雕塑装饰丰富而卓越。

#### 其他建筑
保存完好的古代剧院，毗邻大教堂和阿尔萨门。这座宏伟的建筑由哈德良建造，后来由卡拉卡拉扩建。这证明了不同的希腊倾向的存在，与图拉真时代以前的艺术相反。剧院朝向塔布诺，直径90米（300英尺），最多可容纳10,000名观众；它上面覆盖着用石膏和马赛克装饰的彩色大理石。18世纪，在半圆形建筑的一端建造了圣母玛利亚教堂。考古学家Almerico Meomartini在19世纪末承诺进行修复，但工程直到1957年才结束；从那时起，剧院就用于戏剧、舞蹈和歌剧表演。但大理石覆盖物的一部分已经丢失；直到今天，洞穴、风景和前两个拱门都幸存了下来。
在一些旧房子里里可以看到许多铭文和古代碎片。1903年，在图拉真拱门附近发现了伊西斯神庙的地基，并发现了许多属于它的埃及和希腊罗马风格的精美雕塑碎片。它们显然被用作城墙的一部分的基础，663年，由于担心拜占庭皇帝君士坦斯二世的袭击，城墙被重建，神庙被圣巴尔巴斯主教下令摧毁，以提供必要的材料。

### 上智堂
上智堂是一座建于公元760年的圆形伦巴第建筑，比例较小，是伦巴第宗教建筑的主要案例之一。该计划由一个中心六边形组成，每个顶点都有取自伊西斯神庙的柱子；这些由支撑圆顶的拱门连接起来。内六边形又被一个十角环包围，环上有八根白色石灰岩柱和两根靠近入口的柱子。这座教堂有一座12世纪的精美回廊，部分由早期建筑的碎片建造而成。今天的修道院是桑尼奥博物馆的所在地。教堂内部曾经完全由拜占庭艺术家绘制壁画：这些描绘基督历史的画作碎片仍然可以在两侧的后堂中看到。
上智堂几乎被1688年的地震摧毁，由当时的贝内文托红衣主教奥尔西尼（后来的教宗本笃十三世）委托以巴洛克形式重建。原始形式被隐藏起来，直到1951年讨论过的修复后才被恢复。
2011年，它成为联合国教科文组织世界遗产，是意大利七个被列为伦巴第人“权力之地”（公元568-774年）之一。

### 主教座堂

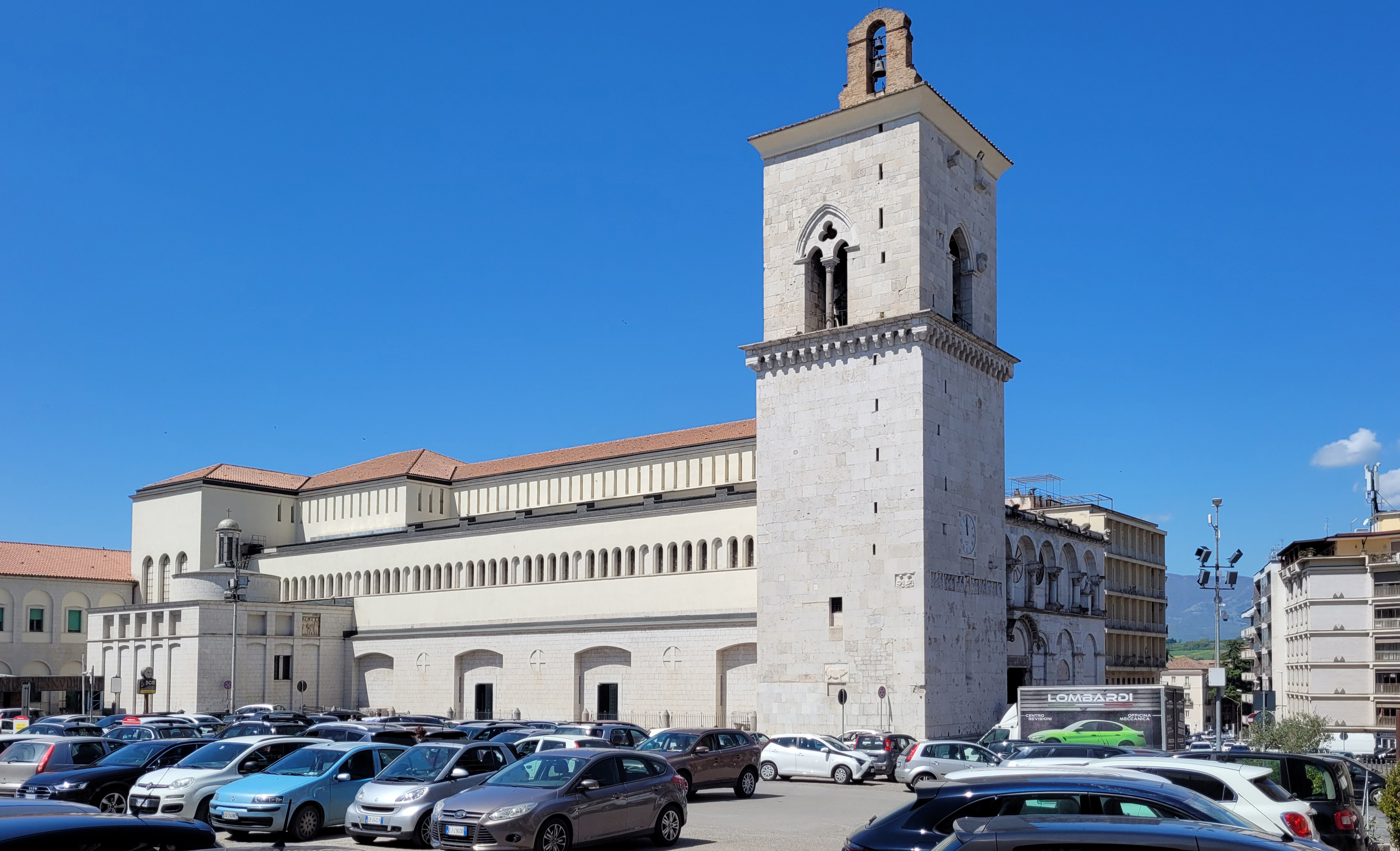
贝内文托圣母都主教座堂

圣母都主教座堂，其拱廊立面和不完整的方形钟楼（由大主教罗马诺·卡波迪费罗于1279年开始建造）的历史可以追溯到9世纪。[6] 它于1114年重建，立面灵感来自比萨哥特式风格。它的青铜门装饰着浅浮雕，是罗马式艺术的杰出代表，可能属于13世纪初。内部采用大教堂的形式，双通道由古老的柱子支撑。有琥珀躺在狮子支撑的柱子上，装饰着浮雕和彩色大理石马赛克，还有一个1311年的烛台。尼古拉·达·蒙特福特的使徒圣巴托洛梅奥大理石雕像也是14世纪的。大教堂内还供奉着该地区土生土长的朱塞佩·莫斯卡蒂的雕像。1943年，由于轰炸，大教堂完全被毁：剩下的只有钟楼、立面和地下室。大教堂的另一个见证是十二世纪的青铜门，Janua Major，由72块带有浅浮雕的瓷砖组成，其碎片在第二次世界大战后重建。这座现代风格的纪念碑于1965年完工，并在2005年至2012年间进行了修复。

### 雷托里城堡
贝内文托城堡，最著名的是雷托里城堡或曼弗雷迪城堡，位于城市的最高点，俯瞰萨巴托河和卡洛雷河的河谷，以及两条主要的古道阿庇亚道和图拉真道。该遗址已被萨莫奈人使用，他们在这里建造了一套防御梯田，罗马人则使用了一种地热装置（Castellum aque），其遗迹至今仍可在城堡花园中看到。本笃会在这里有一座修道院。它在中世纪获得了现在的名字，当时它成为教宗总督的所在地，也就是雷托里。
事实上，这座城堡是由两座不同的建筑组成的：Torrione（“大塔楼”），由伦巴第人从871年开始建造，以及Palazzo dei Governatori（总督宫），由教宗从1320年开始建造。

### 其他景点
罗马剧场：始于哈德良统治时期，在公元200年至210年的卡拉卡拉统治下完工。该剧院反映了阿庇亚道-图拉真道开通后该市日益重要的地位。它位于古城的西部，靠近广场，废墟上建造的房屋有助于保护它。二战后经过挖掘和修复，原来的三层剧院可以容纳2万人。目前，建筑只剩下较低的层次：立面的拱门通过一系列与楼梯交替的走廊与内部相连。
圣伊拉里奥教堂记录在12世纪的《圣伊拉里奥圣教堂》中，但挖掘工作表明，该教堂的一部分结构可追溯到7世纪或8世纪。它被称为奥雷亚门的圣伊拉里奥，因为它建在图拉真拱门附近。矩形布局建在人工堤岸上。在古代晚期，整个建筑群被废弃。教堂由一个后堂组成。一座修道院曾附属于教堂。在1688年的地震中被毁，1712年，它被拆除并用作农舍。整个建筑的修复工作于2000年进行。
圣方济各教堂（San Francesco alla Dogana）：哥特式教堂，位于大教堂广场（Piazza del Duomo）的东北部，位于历史中心的小巷和宫殿之间，有多加纳广场和圣方济各教堂和修道院。这里有教宗的海关，货物通过这里通过并被征税。位于广场中心的十三世纪圣方济各教堂与1222年该市圣徒的到来有关。它是由前圣科斯坦佐教堂合并而成的，该教堂于1243年由斯坦帕卢波、德尔·朱迪切和坎塔卢波捐赠给宗教人士。1702年地震后，建筑师丰塔纳重建了高坛，大主教文森佐·玛利亚·奥尔西尼将其奉献给无玷圣母。立面非常简单，内部为哥特式风格，有一个带木制天花板的中堂。后堂有一些壁画，教堂两侧有两个回廊。:31-32
圣母领报堂：该遗址的一座教堂存在于16世纪之前，但在1688年地震后完全重建为巴洛克风格。教堂有一个中堂，每侧有三个侧堂。:70
圣巴尔多禄茂宗徒圣殿：巴洛克式教堂，供奉该市的守护神。1688年和1702年地震后重建，之前的圣巴尔多禄茂圣殿位于奥尔西尼广场，毗邻主教座堂。1705年，在原址上建造了一座大型巴洛克式喷泉，但在1943年被轰炸摧毁。这座新的圣殿位于加里波第大街，建于1726年至1729年之间，由教宗本笃十三世祝圣。目前的教堂，虽然部分使用了弗拉·托马索·迪·圣乔万尼（前圣迪奥达托）的原始项目，但实际上是拉古奇尼的作品，他不仅对平面进行了一些实质性的修改，还增添了优雅的灰泥装饰和高基座上重叠的两层正面。:68

## 文化

### 菜肴
前菜以面食为主（搭配羊肉酱或肉酱）。贝内文托地区的特色菜肴有cecatielli面、千层面、加花椰
菜的cavatelli面，以及用酥皮包裹鸡蛋和奶酪馅料的fiavole。其他特色菜肴还有mugniatiello，这
是一种用肝脏、肺、香菜、大蒜制成的卷，用羊肠或豆类肠衣包裹，烹饪方法多样；还有以适当处理
过的洋蓟芽为特色的圣诞菜cardone。

### 体育
当地的足球俱乐部贝内文托足球俱乐部，目前在意大利足球丙级联赛。它的主场是奇罗·维戈里托体育场。该队曾经在2017年和2020年两次晋级到意大利足球甲级联赛，但都未能完成保级。

## 教育
- 貝内文托大學
- 貝内文托音樂學院
- 貝内文托美術學院

贝内文托拥有许多学校，其中最值得注意的是“佩德罗·吉安诺内”古典高中和“加埃塔诺·伦莫”科学高中，它们代表了城市历史悠久的高中。第一个成立于1810年，因此是意大利最早的古典高中之一；第二个成立于1923年，名为“贝内文托区域科学高中”，然后于1924年被称为贝内文托医学高中。其他重要的学院是“朱塞皮纳·瓜契”省立高中，成立于1872年，作为教育学院，“韦尔吉里奥”艺术高中，“朱塞佩·阿尔贝蒂”商业技术学院和“焦万·巴蒂斯塔·博斯科·卢卡雷利”工业技术学院。

## 政治
贝内文托市市长是克莱门特·马斯泰拉（Clemente Mastella），2016年上任，隶属于中间派的我们（Noi Di Centro）。

## 经济
贝内文托地区的经济传统上以农业为主。主要产品包括葡萄、橄榄和烟草。主要产业是食品加工（糖果和面食），同时也有纺织、机械和建筑公司。

## 交通
贝内文托通过现代化的SS7阿庇亚道与那不勒斯相连，然后从阿列恩佐开始修建地方公路。它距离那不勒斯-巴里A16高速公路17公里（11英里）。SS372泰雷西纳国道经由A1抵达那不勒斯-罗马，在不到三个小时的时间内到达首都。
贝内文托火车站位于卡塞尔塔-福贾铁路上，从罗马到阿维利诺、巴里和莱切都有快速连接。前往坎波巴索的火车大多已被公共汽车服务所取代。EAV城际铁路线上的三个车站确保了与那不勒斯的连接。
在2021年5月，Italo公司还开通了经过贝内文托的新路线，将该市与米兰（5个半小时）和罗马（2个小时）连接起来。

### 机场
最近的机场是：
- 萨莱诺—阿玛菲海岸机场（QSR）：89公里（55英里）
- 那不勒斯国际机场（NAP）：91公里（57英里）

## 名人
- 圣雅纳略，那不勒斯主教和殉道者，可能出生在贝内文托
- 阿尔贝托·迪·莫拉（约1100-1187年），后为额我略八世
- 贝内文托的安东尼奥·桑乔，西班牙文艺复兴时期的银匠艺术家，圣耶罗尼·德·科塔尔巴修道院的僧侣
- 圣朱塞佩·莫斯卡蒂（1880-1927），医生，天主教会指定的第一位现代医生
- 梅纳多·博法（1930–1996），赛车手
- 卡洛塔·诺比莱（1988–2013），艺术史学家

## 友好城市
- 巴勒斯坦伯利恆 1950年
- 義大利那不勒斯 1966年
- 義大利托雷安农齐亚塔 1966年
- 義大利波佐利 1970年
- 普拉 1977年
- 馬爾他戈佐岛 1987年
- 斯普利特 1997年
- 西班牙帕爾馬 2001年
- 瑞士伯尔尼 2002年
- 義大利坎波巴索 2002年
- 阿尔巴尼亚发罗拉 2007年

1. 1 2 3 4 5  Hugh Chishom (编). . . Cambridge University Press. 1911: 727-728.
2. ↑  Bozza, Francesco.  (PDF). 2021-07-26: 121. （原始内容 (PDF)存档于2021-07-27）.
3. 1 2 3 4  Matthew, Donald. . Cambridge University Press. 1992: 32. ISBN 9780521269117.
4. ↑  . NTR24.TV. 2015-08-21.
5. 1 2 3 4  . www.jewishvirtuallibrary.org. 2020-12-17.
6. 1 2  Truesdell Merrill, Elmer. . The Johns Hopkins University Press. 1901, 32: 43-63.
7. 1 2  Gangale, Lucia. . youcanprint. 2018: 15.
8. 1 2  Zevi, L. . Edizioni Dedalo. 1993.